# Adverbul în limba maghiară
Acest articol se limitează la partea din morfologia limbii maghiare care se ocupă de adverb, tratând clasificarea adverbelor, formarea de adverbe prin derivare și exprimarea gradelor lor de comparație.

## Clasificarea adverbelor
Adverbele pot fi clasificate după mai multe criterii:
- După înțeles:

– de loc: itt „aici, oda „încolo”, fentről „de sus”, felfelé „în sus”, elöl „în față”;
– de timp: most „acum”, korábban „mai devreme”, majd „apoi”, éppen „tocmai”, holnap „mâine”, már „deja”, ritkán „rar”, mindig „totdeauna”, ismét „din nou”, egyszer „o dată”;
– de mod: így „așa”, véletlenül „întâmplător”, szépen „frumos”, jól „bine”;
– de stare: egyedül „singur(ă)”, együtt „împreună”, külön „separat”;
– de măsură: nagyon „foarte”, alig „abia”, túl „prea”.
- După caracterul direct sau indirect al exprimării circumstanței:

– adverbe nepronominale: otthon „acasă”, tavaly „anul trecut”, hirtelen „brusc”;
– adverbe pronominale:
– demonstrative: itt „aici”, azóta „de atunci”, így „așa, în acest mod”;
– interogative: hol? „unde?”, mikor? „când?”, hogy(an)? „cum?”;
– relative: ahova „încotro”, ahogy „cum”, amerre „pe unde”;
– nehotărâte: valahonnan „de undeva”, valahol „undeva”, valahogy „cumva”;
– generale: mindenhol „peste tot”, sehova „niciunde”, bárhonnan „de oriunde”.
- După origine:

– adverbe primare: itt „aici”, ott „acolo”, majd „apoi”, most „acum”, így „așa”, úgy „așa” etc.;
– adverbe formate:
– prin conversiune:
– din substantive: reggel „dimineața”, nappal „ziua”, este „seara”, éjjel „noaptea”;
– din verbe la gerunziu: Lopva nézett a lányra „S-a uitat pe furiș la fată”;
– prin compunere: jobboldalt „în partea dreaptă”, odahaza „acasă”, mindenfelé „în toate direcțiile”;
– prin derivare.

## Formarea adverbelor prin derivare
Adverbele derivate cu sufixe, în primul rând din adjective, sunt mult mai numeroase decât în română, adjectivele folosite ca adverbe fiind foarte rare în maghiară.
Sufixul -n este cel mai productiv. Se adaugă fără vocală de legătură la adjectivele terminate în a sau e, dar cauzează modificarea acestora: tiszta → tisztán „curat”, gyenge → gyengén „slab”.
La adjectivele terminate în altă vocală decât a sau e, sufixul se adaugă de regulă cu vocala de legătură a sau e, aleasă conform regulilor armoniei vocalice: kíváncsi → kíváncsian „în mod curios”, megható → meghatóan „în mod impresionant”, érthető → érthetően „inteligibil”, szomorú → szomorúan „trist”, egyszerű → egyszerűen „simplu”.
Și în cazul adjectivelor terminate în consoană se folosesc aceste vocale de legătură, plus n: szabad → szabadon „liber”, gyors „rapid” → gyorsan „repede”, meleg → melegen „călduros”, erős → erősen „tare”.
Adverbe derivate neregulat sunt: bátor → bátran „în mod curajos”, bő → bőven „pe larg”, gyakori → gyakran „frecvent”, hosszú „lung” → hosszan „îndelung”, könnyű → könnyen „ușor”, lassú „lent” → lassan „încet”, nehéz → nehezen „greu”, szörnyű → szörnyen „groaznic”.
Sufixul -ul/ül se adaugă adesea la adjectivele formate cu sufixele privativ-negative -atlan/-etlen, -tlan/-tlen -talan/-telen: boldogtalan „nefericit” (← boldog „fericit”) → boldogtalanul „în mod nefericit”, hihetetlen „incredibil” (← hihető „credibil”) → hihetetlenül „în mod incredibil”. Servește de asemenea la formarea adverbelor de la numele de popoare: magyarul „ungurește”, németül „nemțește”.
Sufixul -lag/-leg este cel mai puțin productiv: barátilag „prietenește”, egyénileg „în mod individual”.

### Gradele de comparație ale adverbelor
Pot avea grade de comparație adverbele de mod și unele de timp și de loc. Gradele de comparație se formează ca și cele ale adjectivelor, comparativul de superioritate cu sufixul -bb intercalat înaintea sufixului de formare a adverbelor, iar superlativul relativ de superioritate cu prefixul leg- aplicat la forma de comparativ. Exemplu de adverb cu gradele de comparație formate regulat:
| Gradul pozitiv    | Gradul pozitiv   | Gradul pozitiv   | szigorúan „(în mod) sever”                                                                   |
| Gradul comparativ | de superioritate | de superioritate | szigorúbban (, mint) „mai sever (decât / ca)”                                                |
| Gradul comparativ | de egalitate     | de egalitate     | (ugyan)olyan/(épp)olyan szigorúan (, mint) „la fel de / tot așa de / tot atât de sever (ca)” |
| Gradul comparativ | de inferioritate | de inferioritate | kevésbé szigorúan (, mint) „mai puțin sever (decât / ca)”                                    |
| Gradul superlativ | relativ          | de superioritate | a legszigorúbban [a(z) … közül] „cel mai sever (dintre)”                                     |
| Gradul superlativ | relativ          | de inferioritate | a legkevésbé szigorúan [a(z) … közül] „cel mai puțin sever (dintre)”                         |
| Gradul superlativ | absolut          | absolut          | nagyon szigorúan „foarte sever”                                                              |

Câteva neregularități:
- Comparativul lui jól „bine” este jobban „mai bine”.

- Unele adverbe pierd sufixul de adverb -n la gradul comparativ: későn „târziu” → később „mai târziu”, közel „aproape” → közelebb „mai aproape”, messze „departe” → messzebb „mai departe”.

Termenul de comparație fie se introduce cu conjuncția mint (Mária jobban énekel, mint Zsuzsa „Mária cântă mai bine decât Zsuzsa”, Mária jobban énekel, mint én „Mária cântă mai bine decât mine”), fie se pune la cazul dativ: Mária jobban énekel Zsuzsánál, Mária jobban énekel nálam.

### Adverbe de loc
Se pot stabili mai multe serii de adverbe de loc, subîmpărțite după întrebările la care răspund. Fiecare serie se caracterizează și prin adjectivele care derivă de la adverbele respective. Ca și desinențele cazuale, postpozițiile și prefixele verbale, și adverbele de loc se caracterizează printr-un sistem triplu de exprimare a locului: locul spre care se efectuează o deplasare, locul la care se limitează ceea ce exprimă verbul regent al adverbului și locul din care se efectuează o deplasare.
Seria I:
| hova? „încotro?” Gradul pozitiv | hol? „unde?” Gradul pozitiv | hova? / hol? Gradul comparativ | honnan? „dincotro?”      | Adjectiv derivat     |
| ------------------------------- | --------------------------- | ------------------------------ | ------------------------ | -------------------- |
| ki „afară”                      | kint/kinn „afară”           | kijjebb „mai înafară”          | kintről „de afară”       | kinti „exterior”     |
| be „înăuntru”                   | bent/benn „înăuntru”        | beljebb „mai înăuntru”         | bentről „dinăuntru”      | benti „interior”     |
| le „în jos”                     | lent/lenn „jos”             | lejjebb „mai jos”              | lentről „de jos”         | lenti „de jos”       |
| fel/föl „în sus”                | fent/fenn/fönt/fönn „sus”   | feljebb/följebb „mai sus”      | fentről/föntről „de sus” | fenti/fönti „de sus” |

Exemple în propoziții: Kint erősen fúj a szél „Afară vântul suflă tare”, Menjetek feljebb! „Mergeți mai sus!”, Jöjjetek le! „Veniți jos!”
Seria a II-a:
| hova? „încotro?”                     | hol? „unde?”                   | honnan? „dincotro”                        | Adjectiv derivat             |
| ------------------------------------ | ------------------------------ | ----------------------------------------- | ---------------------------- |
| kívülre „spre exterior”              | kívül „în exterior”            | kívülről „din exterior”                   | külső „exterior”             |
| belülre „spre interior”              | belül „în interior”            | belülről „din interior”                   | belső „interior”             |
| alulra „spre partea de jos”          | alul „în partea de jos”        | alulról „dinspre partea de jos”           | alsó „inferior”              |
| felülre/fölülre „spre partea de sus” | felül/fölül „în partea de sus” | felülről/fölülről „dinspre partea de sus” | felső/fölső „superior”       |
| előre „spre înainte”                 | elöl „înainte, în față”        | elölről „dinspre partea din față”         | elülső „dinainte, din față”  |
| hát(ul)ra „spre înapoi”              | hátul „înapoi, în spate”       | hátulról „dinspre partea din spate”       | hátulsó „dinapoi, din spate” |
| középre „spre mijloc”                | középen „în mijloc”            | középről „dinspre mijloc”                 | középső „mijlociu”           |
| oldalra „spre o parte”               | oldalt „într-o parte”          | oldalról „dintr-o parte”                  | oldalsó „lateral”            |

Exemple în propoziții: Miért vannak a csatárok hátul? „De ce sunt atacanții în spate?”, Alulra írd a neved és a címed! „Scrie-ți numele și adresa în partea de jos (a paginii)!”, Középen szeretek ülni „Îmi place să stau în mijloc”.
Seria a III-a:
| hova? „încotro?” Gradul pozitiv | hol? „unde?” Gradul pozitiv               | hova? / hol? Gradul comparativ | honnan? „dincotro”     | Adjectiv derivat      |
| ------------------------------- | ----------------------------------------- | ------------------------------ | ---------------------- | --------------------- |
| közelre „aproape”               | közel „aproape” a közelben „în apropiere” | közelebb „mai aproape”         | közelről „de aproape”  | közeli „apropiat”     |
| távolra „departe”               | távol „departe”                           | távolabb „mai departe”         | távolról „de departe”  | távoli „(în)depărtat” |
| messzire „departe”              | messze „departe”                          | messzebb „mai departe”         | messziről „de departe” | messzi „(în)depărtat” |
| jobbra „spre dreapta”           | jobboldalt / jobbra „în dreapta”          | –                              | jobbról „din dreapta”  | –                     |
| balra „spre stânga”             | baloldalt / balra „în stânga”             | –                              | balról „din stânga”    | –                     |

Exemple în propoziții: Jobboldalt van egy templom; ott forduljon balra! „În dreapta este o biserică; acolo cotiți la stânga!”, A közelben nincs postahivatal „Nu este oficiu poștal în apropiere”, Messziről jövök „Vin de departe”.
Seria a IV-a:
| hova? „încotro?”        | hol? „unde?”                                                                                  | honnan? „dincotro?”                                                                                             | Adjectiv derivat                                                                        |
| ----------------------- | --------------------------------------------------------------------------------------------- | --- | --------------------------------------------------------------------------------------- |
| haza „acasă, spre casă” | otthon / odahaza „acasă (acolo unde locuiesc)” itthon / idehaza „acasă (aici, unde locuiesc)” | otthonról „de acasă (de acolo unde locuiesc)” itthonról „de acasă (de aici, unde locuiesc)” hazulról „de acasă” | otthoni „de acasă (de acolo unde locuiesc)” itthoni „de acasă (de aici, unde locuiesc)” |

Observație:
Formele compuse cu ott „acolo”, itt „aici”, oda „încolo”, ide „încoace” diferențiază adverbele după locul unde se află vorbitorul în raport cu căminul său sau al altei persoane: Most itthon vagyok „Acum sunt acasă”, Nem vagyok otthon, az utcáról hívtalak fel „Nu sunt acasă, te-am sunat de pe stradă”, Mondd meg, mikor vagy otthon „Spune-mi când ești acasă” (destinatarul comunicării nu este la el acasă). Adverbele haza „spre casă” și hazulról „de acasă” nu implică aceste nuanțe de sens.

### Adverbe de timp
Exemple: állandóan „mereu”, azonnal „îndată”, egykor „odinioară”, egyszer-egyszer „din vreme în vreme”, eleinte „înainte (vreme)”, először „mai întâi”, hamar „repede, curând”, az imént „adineauri, mai înainte”, korán „devreme”, legközelebb „cu proxima ocazie”, most „acum”, mostanában „în ultima vreme”, nemrég „nu demult”, nemsokára „nu peste mult timp”, örökké „veșnic”, rég(en) „demult”, soká(ig) „mult timp”, (leg)utoljára „(pentru) ultima oară” etc. .
Unele adverbe de timp au grade de comparație: hamarabb „mai curând”, korábban „mai devreme”, régebben „mai demult” etc.
Exemple în propoziții: Nem élhetek örökké a szüleim nyakán „Nu pot trăi veșnic pe spinarea părinților”, Az imént találkoztam vele a bejáratnál „M-am întâlnit cu el adineauri la intrare”, Mostanában gyakran gondolok rád „În ultima vreme mă gândesc deseori la tine”, Utoljára az irodában láttam „Ultima dată l-am văzut la birou”.

### Adverbe pronominale
Adverbele pronominale pot fi considerate din două puncte de vedere: pe de o parte se diferențiază în interogative, demonstrative, relative, nehotărâte și generale; pe de altă parte se clasifică în adverbe pronominale de loc, de timp și de mod. Cele relative, nehotărâte și generale se formează prin compunere de la cele interogative.
| Interogative               | Demonstrative                                          | Relative                  | Nehotărâte                     | Generale                                        | Generale                               | Generale                                    |
| -------------------------- | ------------------------------------------------------ | ------------------------- | ------------------------------ | ----------------------------------------------- | -------------------------------------- | ------------------------------------------- |
| hol? „unde?”               | itt „aici” ott „acolo” amott „acolo” (opus și lui ott) | ahol „unde”               | valahol „undeva”               | mindenhol / mindenütt „peste tot”               | sehol „niciunde”                       | akárhol / bárhol „oriunde”                  |
| hova? „încotro?”           | ide „încoace” oda „încolo”                             | ahova „încotro”           | valahova „undeva”              | mindenhova „peste tot”                          | sehova „niciunde”                      | akárhova / bárhova „oriîncotro”             |
| honnan? „dincotro?”        | innen „de aici” onnan „de acolo”                       | ahonnan „dincotro”        | valahonnan „de undeva”         | mindenhonnan „de peste tot”                     | sehonnan „de niciunde”                 | akárhonnan / bárhonnan „de oriunde”         |
| merre? „pe unde?”          | erre „pe aici” arra „pe acolo”                         | amerre „pe unde”          | valamerre „pe undeva”          | mindenfelé „în toate direcțiile”                | semerre „în nicio direcție”            | akármerre / bármerre „în orice direcție”    |
| merről? „din ce direcție?” | erről „de aici” arról „de acolo”                       | amerről „din ce direcție” | valamerről „din vreo direcție” | mindenfelől „din toate direcțiile”              | semerről „din nicio direcție”          | akármerről / bármerről „din orice direcție” |
| mikor? „când?”             | ekkor „acum” akkor „atunci”                            | amikor „când”             | valamikor „cândva”             | mindenkor / mindig / „totdeauna”                | soha / sohase(m) / sose(m) „niciodată” | akármikor / bármikor „oricând”              |
| mióta? „de când?”          | azóta „de atunci”                                      | amióta „de când”          | –                              | –                                               | –                                      | –                                           |
| meddig? „până când?”       | eddig „până acum” addig „până atunci”                  | ameddig „până când”       | valameddig „până cândva”       | mindaddig „până atunci”                         | semeddig literal „până nicicând”       | akármeddig / bármeddig „până oricând”       |
| meddig? „până unde?”       | eddig „până aici” addig „până acolo”                   | ameddig „până unde”       | valameddig „până undeva”       | –                                               | semeddig literal „până niciunde”       | akármeddig / bármeddig „până oriunde”       |
| hogy(an)? „cum?”           | így „așa (în felul acesta)” úgy „așa (în felul acela)” | ahogy(an) „cum”           | valahogy(an) „cumva”           | mindenhogy / mindenképp(en) „în toate felurile” | sehogy(an) „nicicum”                   | akárhogy(an) / bárhogy(an) „oricum”         |